# Villaines-sous-Bois
Villaines-sous-Bois é uma comuna francesa na região administrativa da Ilha de França, no departamento do Vale do Oise. Estende-se por uma área de 1.89 km². Em 2010 a comuna tinha 789 habitantes (densidade: 417,5 hab./km²).